# Serbie aux Jeux olympiques d'été de 2012
La Serbie participe aux Jeux olympiques d'été de 2012 à Londres.

## Médaillés
| Sport                   | Discipline                          | Athlète(s) | Performance | Date       |
| ----------------------- | ----------------------------------- | --- | ----------- | ---------- |
| Médailles d'or : 1      |                                     | |             |            |
| Taekwondo               | Plus de 67 kg femmes                | Milica Mandić | 9 - 7       | 11 août    |
| Médailles d'argent : 1  |                                     | |             |            |
| Tir                     | Carabine à 50 m 3 positions femmes  | Ivana Maksimović | 687.5       | 4 août     |
| Médailles de bronze : 2 |                                     | |             |            |
| Tir                     | Pistolet à 10 m air comprimé hommes | Andrija Zlatić | 685.2       | 28 juillet |
| Water-polo              | Tournoi masculin                    | Slobodan Soro Aleksa Šaponjić Živko Gocić Vanja Udovičić Dušan Mandić Duško Pijetlović Slobodan Nikić Milan Aleksić Nikola Rađen Filip Filipović Andrija Prlainović Stefan Mitrović Gojko Pijetlović | 12 - 11     | 12 août    |

## Athlétisme
| Hommes - 400 m haies: Emir Bekrić - Marathon: Darko Živanović - 20 km marche: Predrag Filipović - 50 km marche: Nenad Filipović | Femmes - 1500 m: Marina Munćan - Marathon: Olivera Jevtić , Ana Subotić |

## Aviron
Hommes
| Athlète                                             | Compétition         | Séries | Séries | Repêchage | Repêchage | Quarts de finale | Quarts de finale | Demi-finales | Demi-finales | Finales | Finales |
| Athlète                                             | Compétition         | Temps  | Rang   | Temps     | Rang      | Temps            | Rang             | Temps        | Rang         | Temps   | Rang    |
| --------------------------------------------------- | ------------------- | ------ | ------ | --------- | --------- | ---------------- | ---------------- | ------------ | ------------ | ------- | ------- |
| Nikola Stojić Nenad Beđik                           | Deux sans barreur   |        |        |           |           | NC               | NC               |              |              |         |         |
| Radoje Đerić Goran Jagar Miloš Vasić Miljan Vuković | Quatre sans barreur |        |        |           |           | NC               | NC               |              |              |         |         |

## Cyclisme

### Cyclisme sur route
| Athlète     | Compétition            | Temps           | Rang |
| ----------- | ---------------------- | --------------- | ---- |
| Ivan Stević | Course en ligne hommes | 5 h 46 min 37 s | 54e  |
| Gabor Kasa  | Course en ligne hommes | hors délais     | -    |

## Judo
| Hommes - 81-90 kg : Dmitri Gerasimenko |

## Handball

### Tournoi masculin
Classement
| # | Équipe       | Pts | G | N | P | PP  | PC  | Diff |
| - | ------------ | --- | - | - | - | --- | --- | ---- |
| 1 | Croatie      | 10  | 5 | 0 | 0 | 150 | 109 | +41  |
| 2 | Danemark     | 8   | 4 | 0 | 1 | 124 | 129 | -5   |
| 3 | Espagne      | 6   | 3 | 0 | 2 | 140 | 126 | +14  |
| 4 | Hongrie      | 4   | 2 | 0 | 3 | 114 | 128 | -14  |
| 5 | Serbie       | 2   | 1 | 0 | 4 | 120 | 131 | -11  |
| 6 | Corée du Sud | 0   | 0 | 0 | 5 | 115 | 140 | -25  |

|  | Qualifié pour les quarts de finale                                                                             |
|  | Éliminé |
|  | Pts points ; G victoires ; N nuls ; P défaites BP buts marqués ; BC buts encaissés ; Diff différence de points |

Matchs
| 29 juillet 16 h 15 | Espagne     | 26 - 21   | Serbie | Copper Box, Londres Affluence : 4 600 Arbitrage : K. Abrahamsen, A. Kristiansen |
| 29 juillet 16 h 15 | Sarmiento 5 | (10 - 14) | Ilić 6 | Copper Box, Londres Affluence : 4 600 Arbitrage : K. Abrahamsen, A. Kristiansen |
| 29 juillet 16 h 15 | ×3 ×5       | Rapport   | ×3 ×5  | Copper Box, Londres Affluence : 4 600 Arbitrage : K. Abrahamsen, A. Kristiansen |

| 31 juillet 16 h 15 | Serbie  | 23 - 31  | Croatie | Copper Box, Londres Affluence : 4 827 Arbitrage : V. Horáček, J. Novotný |
| 31 juillet 16 h 15 | Vujin 6 | (9 - 13) | Čupić 8 | Copper Box, Londres Affluence : 4 827 Arbitrage : V. Horáček, J. Novotný |
| 31 juillet 16 h 15 | ×4 ×3   | Rapport  | ×3 ×4   | Copper Box, Londres Affluence : 4 827 Arbitrage : V. Horáček, J. Novotný |

| 2 août 19 h 30 | Serbie  | 25 - 26   | Danemark | Copper Box, Londres Affluence : 4 504 Arbitrage : L. Geipel, M. Helbig |
| 2 août 19 h 30 | Vujin 7 | (11 - 13) | Hansen 7 | Copper Box, Londres Affluence : 4 504 Arbitrage : L. Geipel, M. Helbig |
| 2 août 19 h 30 | ×3 ×7   | Rapport   | ×3 ×2    | Copper Box, Londres Affluence : 4 504 Arbitrage : L. Geipel, M. Helbig |

| 4 août 11 h 15 | Corée du Sud | 22 - 28   | Serbie             | Copper Box, Londres Affluence : 4 525 Arbitrage : C. Bonaventura, J. Bonaventura |
| 4 août 11 h 15 | Jeong 6      | (10 - 12) | Nikčević, Toskić 5 | Copper Box, Londres Affluence : 4 525 Arbitrage : C. Bonaventura, J. Bonaventura |
| 4 août 11 h 15 | ×3 ×2        | Rapport   | ×3 ×6 ×1           | Copper Box, Londres Affluence : 4 525 Arbitrage : C. Bonaventura, J. Bonaventura |

| 6 août 9 h 30 | Hongrie  | 26 - 23  | Serbie             | Copper Box, Londres Affluence : 4 159 Arbitrage : K. Abrahamsen, A. Kristiansen |
| 6 août 9 h 30 | Mocsai 9 | (9 - 11) | Ilić, Prodanović 5 | Copper Box, Londres Affluence : 4 159 Arbitrage : K. Abrahamsen, A. Kristiansen |
| 6 août 9 h 30 | ×4 ×3    | Rapport  | ×3 ×4              | Copper Box, Londres Affluence : 4 159 Arbitrage : K. Abrahamsen, A. Kristiansen |

## Judo
| Athlète            | Compétition           | 1/16 de finale      | 1/8 de finale       | Quarts de finale    | Demi-finales        | Repêchage 1         | Repêchage 2         | Finale              | Finale |
| Athlète            | Compétition           | Adversaire Résultat | Adversaire Résultat | Adversaire Résultat | Adversaire Résultat | Adversaire Résultat | Adversaire Résultat | Adversaire Résultat | Rang   |
| ------------------ | --------------------- | ------------------- | ------------------- | ------------------- | ------------------- | ------------------- | ------------------- | ------------------- | ------ |
| Dmitri Gerasimenko | Moins de 90 kg hommes |                     |                     |                     |                     |                     |                     |                     |        |

## Tennis
| Hommes - Simples - Novak Djokovic - Janko Tipsarević - Viktor Troicki - doubles - Novak Djokovic / Viktor Troicki - Janko Tipsarević / Nenad Zimonjić | Femmes - Simples - Ana Ivanović - Jelena Janković |

## Tennis de table
Hommes
| Athlète                | Compétition | Tour préliminaire | 1er tour         | 2e tour          | 3e tour          | 4e tour          | Quarts de finale | Demi-finales     | Finale           | Finale |
| Athlète                | Compétition | Adversaire Score  | Adversaire Score | Adversaire Score | Adversaire Score | Adversaire Score | Adversaire Score | Adversaire Score | Adversaire Score | Rang   |
| ---------------------- | ----------- | ----------------- | ---------------- | ---------------- | ---------------- | ---------------- | ---------------- | ---------------- | ---------------- | ------ |
| Marko Jevtović         | Simple      |                   |                  |                  |                  |                  |                  |                  |                  |        |
| Aleksandar Karakašević | Simple      |                   |                  |                  |                  |                  |                  |                  |                  |        |

## Tir
Hommes
| Athlète             | Compétition                  | Qualification | Qualification | Finale | Finale |
| Athlète             | Compétition                  | Points        | Rang          | Points | Rang   |
| ------------------- | ---------------------------- | ------------- | ------------- | ------ | ------ |
| Damir Mikec         | Pistolet à 10 m air comprimé |               |               |        |        |
| Damir Mikec         | Pistolet à 50 m              |               |               |        |        |
| Nemanja Mirosavljev | Carabine à 10 m air comprimé |               |               |        |        |
| Nemanja Mirosavljev | Carabine à 50 m tir couché   |               |               |        |        |
| Nemanja Mirosavljev | Carabine à 50 m 3 positions  |               |               |        |        |
| Andrija Zlatić      | Pistolet à 10 m air comprimé |               |               |        | 3      |
| Andrija Zlatić      | Pistolet à 50 m              |               |               |        |        |

Femmes
| Athlète           | Compétition                  | Qualification | Qualification | Finale | Finale |
| Athlète           | Compétition                  | Points        | Rang          | Points | Rang   |
| ----------------- | ---------------------------- | ------------- | ------------- | ------ | ------ |
| Andrea Arsović    | Carabine à 10 m air comprimé |               |               |        |        |
| Andrea Arsović    | Carabine 50 m 3 positions    |               |               |        |        |
| Zorana Arunović   | Pistolet à 10 m air comprimé |               |               |        |        |
| Zorana Arunović   | Pistolet à 25 m              |               |               |        |        |
| Ivana Maksimović  | Carabine à 10 m air comprimé |               |               |        |        |
| Ivana Maksimović  | Carabine 50 m 3 positions    |               |               |        |        |
| Jasna Šekarić     | Pistolet à 25 m              |               |               |        |        |
| Bobana Veličković | Pistolet à 10 m air comprimé |               |               |        |        |

## Volley-ball

### Volley-ball (indoor)

#### Tournoi masculin
Classement
Les quatre premières équipes de la poule sont qualifiées.
- Qualifiés pour les quarts de finale
- Éliminés

| # | Équipe     | Pts | J | G | Gt | Pt | P | Sp | Sc | Ratio | Pp | Pc | Ratio |
| 1 | Brésil     | 0   | 0 | 0 | 0  | 0  | 0 | 0  | 0  | MAX   | 0  | 0  |       |
| 2 | Russie     | 0   | 0 | 0 | 0  | 0  | 0 | 0  | 0  | MAX   | 0  | 0  |       |
| 3 | États-Unis | 0   | 0 | 0 | 0  | 0  | 0 | 0  | 0  | MAX   | 0  | 0  |       |
| 4 | Serbie     | 0   | 0 | 0 | 0  | 0  | 0 | 0  | 0  | MAX   | 0  | 0  |       |
| 5 | Allemagne  | 0   | 0 | 0 | 0  | 0  | 0 | 0  | 0  | MAX   | 0  | 0  |       |
| 6 | Tunisie    | 0   | 0 | 0 | 0  | 0  | 0 | 0  | 0  | MAX   | 0  | 0  |       |

Matchs

#### Tournoi féminin
Classement
Les quatre premières équipes de la poule sont qualifiées.
- Qualifiés pour les quarts de finale
- Éliminés

| # | Équipe       | Pts | J | G | Gt | Pt | P | Sp | Sc | Ratio | Pp | Pc | Ratio |
| 1 | États-Unis   | 0   | 0 | 0 | 0  | 0  | 0 | 0  | 0  | MAX   | 0  | 0  |       |
| 2 | Brésil       | 0   | 0 | 0 | 0  | 0  | 0 | 0  | 0  | MAX   | 0  | 0  |       |
| 3 | Chine        | 0   | 0 | 0 | 0  | 0  | 0 | 0  | 0  | MAX   | 0  | 0  |       |
| 4 | Serbie       | 0   | 0 | 0 | 0  | 0  | 0 | 0  | 0  | MAX   | 0  | 0  |       |
| 5 | Turquie      | 0   | 0 | 0 | 0  | 0  | 0 | 0  | 0  | MAX   | 0  | 0  |       |
| 6 | Corée du Sud | 0   | 0 | 0 | 0  | 0  | 0 | 0  | 0  | MAX   | 0  | 0  |       |

Matchs